# Ladeport
En ladeport er betegnelsen for den port, der er placeret ved en lades indgang.

## Materialer
Traditionelt er en ladeport lavet af massivt træ, men i de seneste årtier har den fulgt samme tendens som almindelige husdøre: i dag er ladeporte af plastik eller metal. Låsemekanismen på ladeporte er traditionelt en stor træbjælke på tværs på indersiden, men mange forsikringsselskaber anser den låsemekanisme som utilstrækkelig, og i dag har mange ladeporte cylinderlåse og kædelåse. 

## Andre betydninger
Ordet ladeport er slang for en mund eller bagdel, der er bredere end normalt.